# Willem van Hanegem

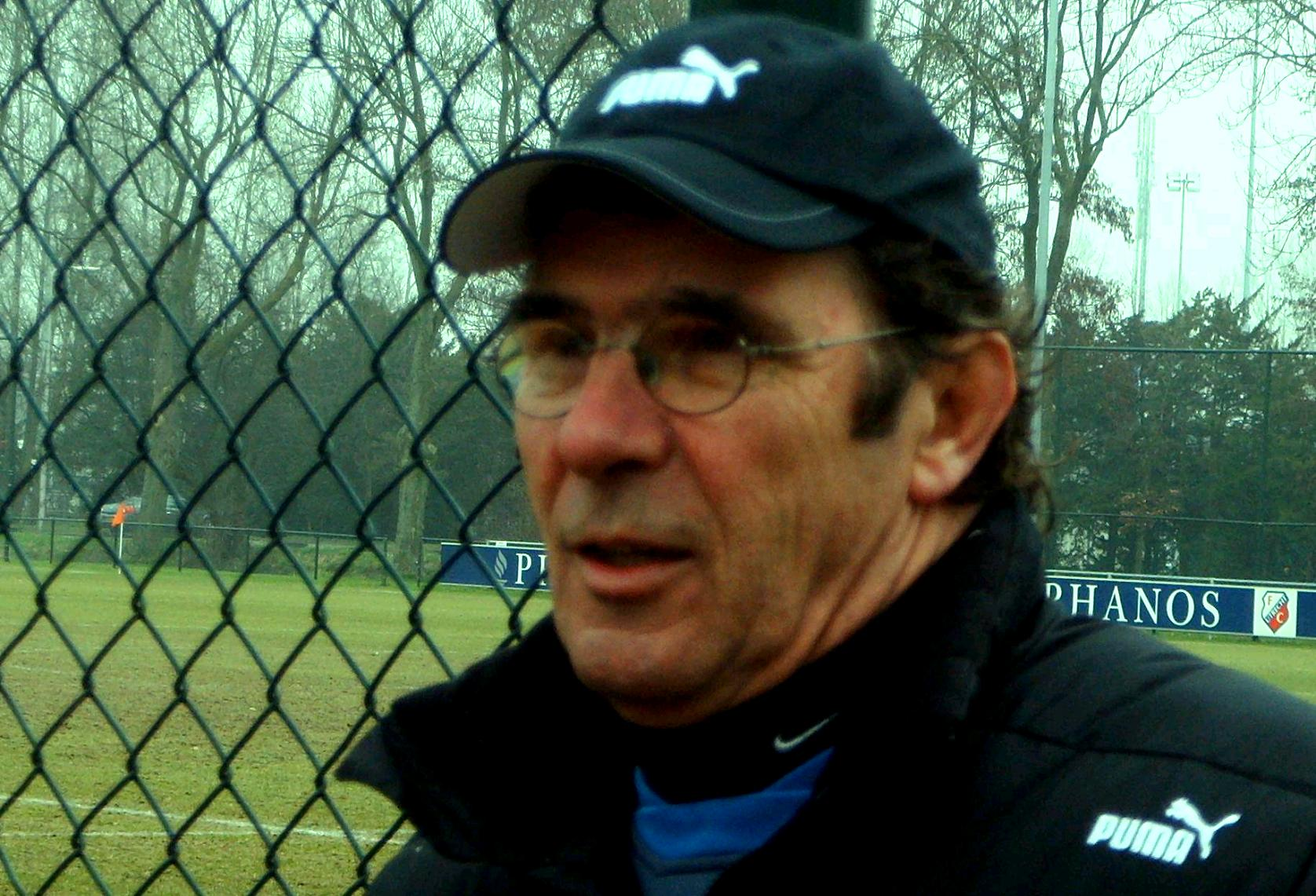
van Hanegem roku 2008

Willem van Hanegem, v dobách své hráčské kariéry známý také jako Wim van Hanegem (* 20. únor 1944, Breskens) je bývalý nizozemský fotbalista, opora slavného mužstva Feyenoordu 70. let 20. století. Hrával na pozici záložníka.
S nizozemskou fotbalovou reprezentací získal stříbrnou medaili na mistrovství světa roku 1974, bronzovou medaili si přivezl z mistrovství Evropy 1976. Celkem za národní tým odehrál 52 utkání a vstřelil v nich 6 gólů.
S Feyenoordem Rotterdam vyhrál Pohár mistrů evropských zemí 1969/1970 a Pohár UEFA v sezóně 1973/1974. Má ve své sbírce též Interkontinentální pohár (1970). Třikrát s Feyenoordem získal domácí titul (1969, 1971, 1974) a dvakrát nizozemský pohár (1969, 1978).
Časopis Voetbal International ho zařadil mezi 50 nejlepších fotbalistů 20. století.
Měl přezdívku De Kromme (Křivý), to pro tvar svých nohou i zakřivenost svých pasů.
Po skončení hráčské kariéry se stal trenérem.